# Madame Eugène Résal
ʽMadame Eugène Résal’ est un cultivar de rosier obtenu en 1894 par le rosiériste lyonnais Pierre Guillot (1855-1918). Il est issu d'un croisement d'un semis de 'Madame Laurette Messimy' et d'un pollen inconnu. Il doit son nom à l'épouse (née Julie Gratiot) de l'ingénieur qui construisit le port de La Goulette en Tunisie, lui-même frère de Jean Résal. Ses couleurs subtiles et sa rusticité sont à l'origine de son succès dans de nombreux pays depuis plus d'un siècle.

## Description
Ce rosier présente des fleurs d'un coloris fort subtil évoluant d'un rose profond au rose porcelaine avec des nuances orangées et jaune feu, s'ouvrant sur des étamines d'or. Elles sont grandes, semi-doubles à doubles. La floraison est remontante. Il supporte la mi-ombre et a besoin d'un sol riche.
Le feuillage de son buisson (qui atteint 70 cm) est pourpre au début et vernissé.
Sa zone de rusticité est de 7b à 10b ; il ne supporte donc pas les hivers trop rigoureux et son pied doit être protégé du gel.